# Alejandro García Barrera
Luis Alejandro García Barrera (Monterrey; 26 de febrero de 1961), es un ex portero mexicano, más conocido como "El Gallo García" que destacó con el Club América a principios de la década de 1990 siendo incluso seleccionado por México. Tras su retiro como futbolista ha sido entrenador, directivo y accionista de algunos equipos de futbol. Actualmente ha incursionado en la política por el municipio de Irapuato como miembro del Partido Verde Ecologista de México.

## Trayectoria
Álex García nació en Monterrey, pero radico en la ciudad guanajuatense de Irapuato. En 1979 se integró a las reservas del Club Irapuato siendo debutado en la temporada 1981-82 en este club. Tras una gran campaña en 1983-84 que dejó al equipo fresero en la orilla por la final de la liga, él recibió la oportunidad de representar a la Selección Mexicana sub-20 en la Copa Mundial de Fútbol Juvenil de 1985 a las órdenes de Jesús del Muro y con ello llegó a la Primera División con el desaparecido equipo Deportivo Neza en 1984-85 donde fue titular regularmente hasta que el equipo fue desaparecido por el Correcaminos UAT al final de la campaña 1987-88.
En 1988 sus derechos de jugador quedaron en poder del Atlante, no obstante, el técnico azulgrana Ricardo La Volpe no lo aceptó en el equipo por lo cual el 'Gallo' fue enviado al Club América como suplente del argentino Héctor Miguel Zelada. 'Gallo' García debutó en este club en un partido ante Atlético Potosino, a lo largo de los años fue campeón en 1988-1989, ganó el campeón de campeones, la Copa de Campeones de Concacaf en 1990 y 1992. La Copa Interamericana 1990 donde derrotaron al Club Olimpia siendo García portero titular. En la temporada 1994-1995 el entrenador holandés Leo Beenhakker relegó a Gallo García por Adrián Chávez de la titularidad. García decidió dejar al equipo debiendo bajar de división con el Irapuato la segunda parte de la campaña 1994-95.
En la temporada 1995-1996 García se contrató con el Puebla FC de máximo circuito llegando como portero titular; debido a los malos resultados el técnico relevista uruguayo Hugo Fernández a mitad de esa temporada exporto al portero charrúa Gerardo Rabajda que dejó sin jugar a 'Gallo' García por los siguientes torneos. En el torneo Invierno 1998 'Gallo' García retomó el arco titular poblano realizando una pobre actuación al recibir 42 goles que dejaron al club condenado al descenso con lo cual causó baja por el portero paraguayo Rubén Ruiz Díaz el siguiente torneo. García anunció su retiro como futbolista en activo.
Se desempeñó en la selección mexicana como segundo guardameta entre 1994 y 1996 siendo convocado por Miguel Mejía Barón. Como portero suplente de Jorge Campos asistió a la Copa América 1993 y la Copa Oro 1993.
Tras su retiro García colaboro con el equipo Lobos BUAP de Liga de Ascenso de México en 1999 como entrenador de porteros y entrenador desde la jornada 11 del torneo Invierno 1999 hasta la jornada 9 del torneo Invierno 2000 cuando lo relevo Gilberto Guzmán por malos resultados. Después trabajo en el equipo Águilas Tamaulipas de la tercera categoría que ascendió en 2000 en donde fue auxiliar técnico y además era socio del equipo junto a otros exfutbolistas de América. En 2005 García trabajo en la directiva del Club Irapuato del ascenso mexicano. 'Gallo' García suele participar en partidos de exhibición junto a exfutbolistas del Club América.

## Incursión en la política
García fue candidato a la alcaldía de Irapuato por el Partido Verde Ecologista de México.

## Clubes
| Club           | País   | Año         |
| -------------- | ------ | ----------- |
| Club Irapuato  | México | 1981 - 1984 |
| Deportivo Neza | México | 1984 - 1988 |
| Atlante        | México | 1988        |
| América        | México | 1988 - 1994 |
| Club Irapuato  | México | 1994 - 1995 |
| Club Puebla    | México | 1995 - 1998 |

## Palmarés

### Campeonatos nacionales
| Título                     | Club    | País   | Año     |
| -------------------------- | ------- | ------ | ------- |
| Primera División de México | América | México | 1988-89 |
| Campeón de Campeones       | América | México | 1988-89 |

### Campeonatos internacionales
| Título                  | Club    | Lugar  | Año  |
| ----------------------- | ------- | ------ | ---- |
| Copa Campeones CONCACAF | América | México | 1990 |
| Copa Campeones CONCACAF | América | México | 1992 |
| Copa Interamericana     | América | México | 1991 |